# Lucie Jones

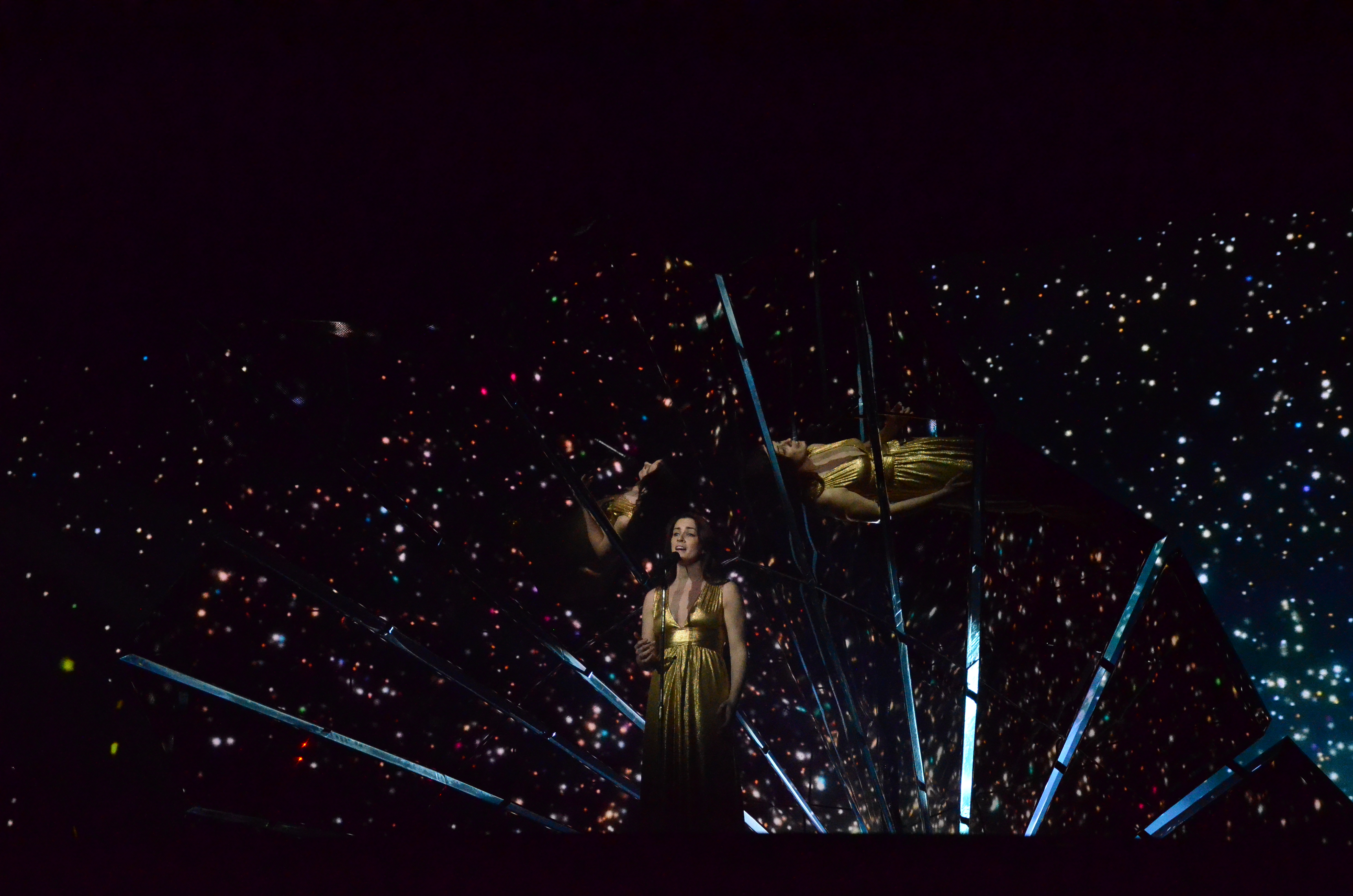
Jones bei ihrem Auftritt im Finale des Eurovision Song Contest 2017

Lucie Bethan Jones (* 20. März 1991 in Pentyrch, Wales) ist eine britische Sängerin, Schauspielerin und Model.

## Karriere
Lucie Jones nahm 2009 an der sechsten Staffel von The X Factor teil, wo sie in der fünften Woche ausschied.
Nach der Teilnahme an der Castingshow begann sie eine Modelkarriere, bevor sie 2010 auch als Schauspielerin Fuß fassen konnte: Im Musical Les Misérables durfte sie Cosette spielen. Im selben Jahr bekam sie auch eine erste Rolle im Fernsehen, als sie in der Fernsehserie The Sarah Jane Adventures eine Gastrolle bekam.
2017 nahm sie an Eurovision 2017: You Decide, dem britischen Vorentscheid zum Eurovision Song Contest, teil. Mit dem von The Treatment, Emmelie de Forest und Lawrie Martin geschriebenen Lied Never Give Up on You konnte sie die Show am 27. Januar 2017 gewinnen und durfte somit Großbritannien beim Eurovision Song Contest 2017 in Kiew vertreten. Im Finale am 13. Mai 2017 belegte sie mit 111 Punkten den 15. Platz.

## Diskografie
- 2013: You’ll Never Walk Alone (mit Rhys Meirion)
- 2015: Confidence Is Conscienceless
- 2015: The Ballad of Midsomer County
- 2017: Never Give Up on You

## Filmografie
- 2010: The Sarah Jane Adventures
- 2013: Miss Todd
- 2015: Inspector Barnaby (Midsomer Murders)

## Bühnenkarriere
- 2010: Les Misérables
- 2011: The Prodigals
- 2013: We Will Rock You
- 2013: American Psycho
- 2015: Broadway to the Bay
- 2016: Legally Blonde
- 2016: Musicals Unsung
- 2016: Rent
- 2025: Les Misérables